# Skalmierzyce
Skalmierzyce (pot. Stare Skalmierzyce, niem. Alt Skalmirschütz) – wieś w Polsce położona w województwie wielkopolskim, w powiecie ostrowskim, w gminie Nowe Skalmierzyce, nad strugą Ciemna, na Wysoczyźnie Kaliskiej, w Kaliskiem, w aglomeracji kalisko-ostrowskiej, graniczy z miastem Nowe Skalmierzyce, ok. 13 km na wschód od Ostrowa Wielkopolskiego.
Siedziba władz Gminy i Miasta Nowe Skalmierzyce. Od 1 stycznia 2010 do 31 grudnia 2022 jedyna wieś w Polsce, na terenie której mieściła się siedziba gminy miejsko-wiejskiej, na obszarze której znajdowało się miasto (Nowe Skalmierzyce).

## Położenie
Skalmierzyce usytuowane są w centralnej części gminy Nowe Skalmierzyce. Przez wieś przebiega DK25 na odcinku Kalisz – Ostrów Wielkopolski oraz linia kolejowa nr 14. Około 1,5 km od stacji Nowe Skalmierzyce, ok. 3 km od przystanku kolejowego Ociąż.
Granica administracyjna wsi Skalmierzyce z miastem Nowe Skalmierzyce przebiega wzdłuż ulicy Boczkowskiej i Podkockiej.

## Podział administracyjny
Pod koniec XVI w. leżały w powiecie kaliskim województwa kaliskiego. Miejscowość przynależała administracyjnie przed rokiem 1887 do powiatu odolanowskiego. W latach 1954–1972 wieś należała i była siedzibą władz gromady Skalmierzyce, od 1973 gminy Nowe Skalmierzyce. W latach 1975–1998 do województwa kaliskiego, a w latach 1887–1975 i od 1999 do powiatu ostrowskiego.

## Historia
Znane od 1343 jako wieś kościelna kapituły gnieźnieńskiej, wymieniane jako Scarbimirzyce, Skarmyerzyce, Skarbimierzyce i in. W przywileju z 1357 król Kazimierz III Wielki potwierdził własność kapituły proboszczów katedralnych.
Pod koniec XVI w. liczyły około 10 gospodarstw, w tym rzemieślnika oraz karczmę. W 1618 były w posiadaniu Stanisława Łubieńskiego, późniejszego biskupa płockiego.
W latach 1510–1723 dochodziło kilkakrotnie do sporów o rozgraniczanie wsi Skalmierzyce z osadą Oswaldowo pod Ociążem.
W XIX w. na terenie wsi założono osadę z komorą celną przy granicy Królestwa Polskiego, która w 1908 została wyodrębniona przez ówczesne władze pruskie jako nowa miejscowość – Skalmierzyce Nowe. Komora celna w Skalmierzycach odgrywała istotną rolę w handlu na terenie powiatu odolanowskiego. Pod koniec wieku miejscowość zajmowała obszar 718 ha i liczyła 955 mieszkańców.
Na początku XX w. w Skalmierzycach funkcjonował targ, dla kupców i nabywców z okolicznych wsi.

## Sanktuarium w Skalmierzycach

### Kościół

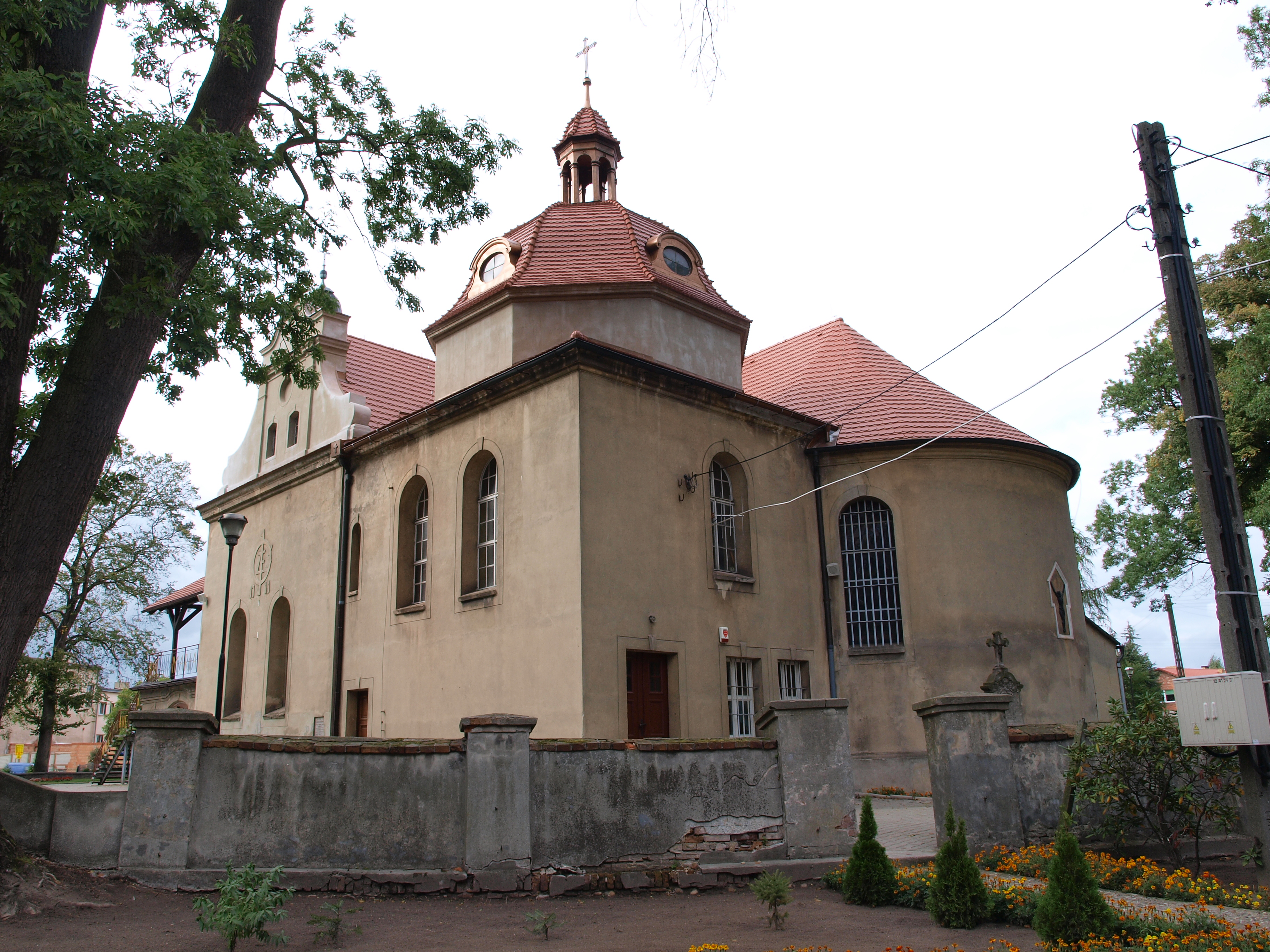
Budynek kościoła z widokiem na kaplicę

Początki kultu maryjnego w Skalmierzycach sięgają XV w. Pierwszy drewniany kościół parafii pw. św. Katarzyny Aleksandryjskiej istniał już przed 1343. Około 1600 Piotr Tylicki wybudował, w miejsce starego, nowy drewniany kościół, konsekrowany w 1643 przez biskupa sufragana Jana Madalińskiego.
W 1791 kościół drewniany zastąpiono murowanym oraz dobudowano kaplicę pw. św. Józefa.

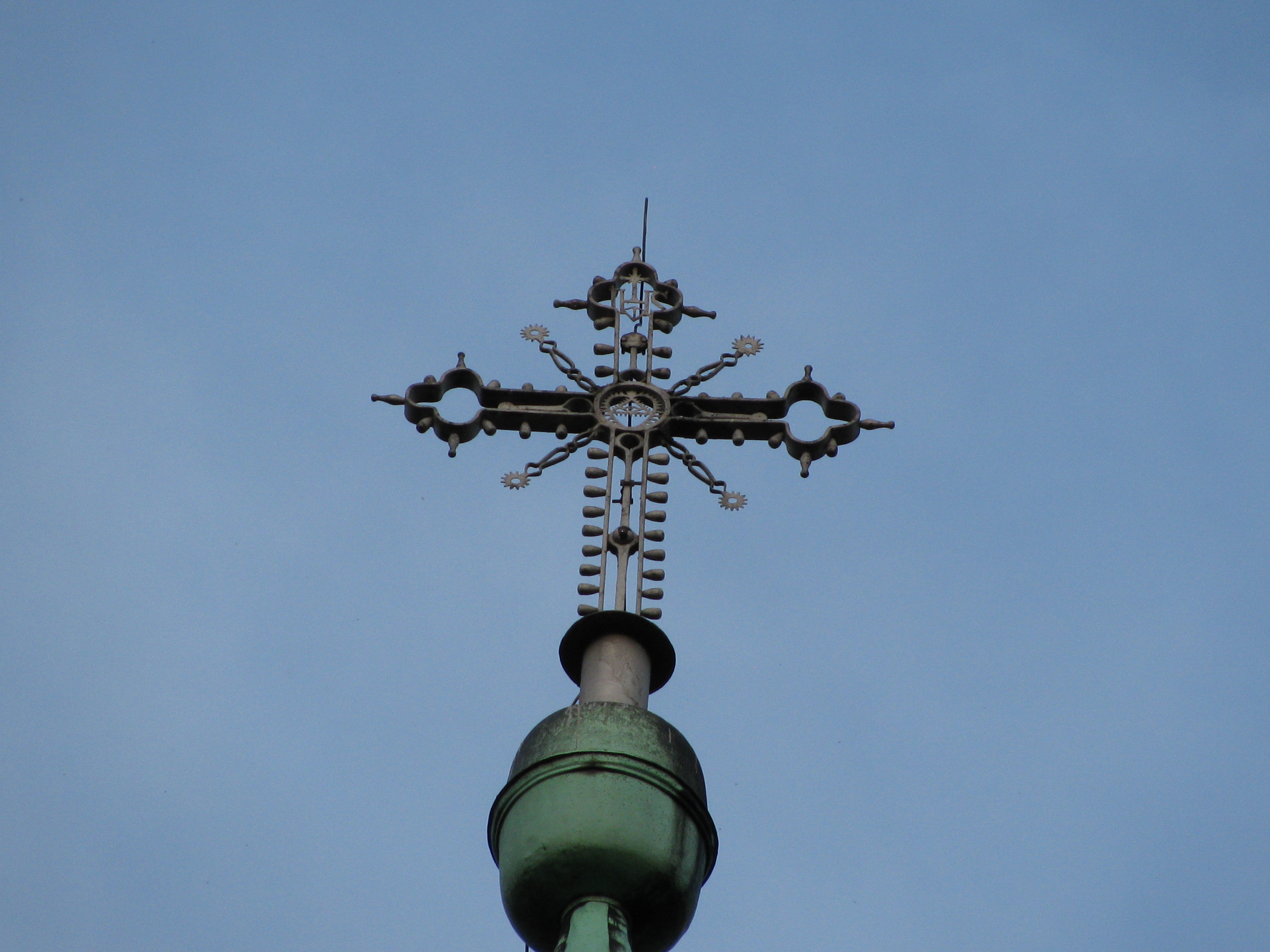
Krzyż na wieży kościoła w Skalmierzycach

W kościele w Skalmierzycach zachowały się trzy prace dłuta ludowego rzeźbiarza Józefa Wawrzyńczaka: rzeźba św. Katarzyny (1886), rzeźba św. Antoniego oraz antypendium ołtarza Ostatnia Wieczerza, według malowidła Leonarda da Vinci.
Przy kościele w 1909 powstał budynek Domu Katolickiego, przed którym rośnie dąb posadzony w pierwszą rocznicę odzyskania niepodległości (11 listopada 1919).

### Obraz
Murowana kaplica Matki Boskiej powstała w 1621 w stylu późnorenesansowym – zbudowana na rzucie kwadratu, nakryta kopułą z dekoracją stiukową. Wewnątrz kaplicy umieszczono pochodzący z ok. XV/XVI w. obraz Matki Boskiej z Dzieciątkiem Jezus (Matka Boska Skalmierzycka), otoczony licznymi darami wotywnymi pielgrzymów za udzielone cuda i łaski.
Jednym z najcenniejszych darów jest srebrny ryngraf z 1634, podarowany przez króla Władysława IV Wazę w podziękowaniu za zwycięstwo nad Turkami osmańskimi.
4 września 1966 prymas Polski Stefan Wyszyński, dokonał koronacji obrazu.

## Zabytki
Obiekty wpisane do rejestru zabytków nieruchomych województwa wielkopolskiego:
- kościół św. Katarzyny Aleksandryjskiej z 1791–1792, przebudowany w 1873 i na początku XX w.
  - kaplica Matki Boskiej Skalmierzyckiej z 1621 roku, późnorenesansowa
  - kaplica św. Józefa z 1791 roku, nakryta sklepieniem krzyżowym
  - cmentarz kościelny
  - fragment murowanego ogrodzenia z kapliczką, bramą główną z końca XVIII w.

Pozostałe:
- park przykościelny[13]

## Edukacja
- Szkoła Podstawowa im. Adama Mickiewicza

## Ludzie związani ze Skalmierzycami
- Gunther von Hagens – niemiecki lekarz, wynalazca plastynacji
- Piotr Łyszczak – działacz społeczny, powstaniec śląski, poseł na Sejm II RP
- Zygmunt Pawlaczyk – pilot wojskowy i cywilny
- Saturnina Wadecka – pisarka, autorka utworów dla dzieci i młodzieży